# Au nom d'Allah
Au nom d'Allah est le 111e roman de la série SAS, écrit par Gérard de Villiers et publié en 1993 aux éditions Gérard de Villiers. Comme tous les SAS parus au cours des années 1990, le roman a été édité lors de sa publication en France à 550 000 exemplaires.
L'action se déroule courant 1993 à Malte, en Libye, au Royaume-Uni (Londres, Ulster) et en Irlande.
Malko Linge est chargé d'éviter que Salman Rushdie soit fait prisonnier par l'IRA et remis aux Libyens.
Le roman a été de nouveau publié en 2016 sous un format agrandi et avec une nouvelle image de couverture.

## Intérêt du roman
C'est l'un des rares romans à succès d'édition qui évoque la fatwa lancée contre Salman Rushdie à l'occasion de la publication des Versets sataniques.
C'est aussi l'un des rares romans français mettant en scène des militants de l'Armée républicaine irlandaise.

## Publications et notoriété du roman
Dans le numéro de juillet-août 2014 de la Revue des Deux Mondes dont le titre est « G. de Villiers : enquête sur un phénomène français », il est précisé sous la plume de Serge Brussolo, en page 79 de la revue, que « (…) à la fin des années 1960, la vente moyenne d'un SAS tournait autour des 250 000 exemplaires. Gérard de Villiers en écrivait quatre par an. Ce à quoi s'ajoutaient les rééditions continuelles des anciens titres. Au bas mot, plus d'un million de volumes vendus chaque année à un public englobant des couches socioprofessionnelles allant de l'ouvrier métallurgiste au cadre supérieur. Aujourd'hui, en ces temps de grande misère éditoriale, de tels chiffres font rêver. »
Dans son essai consacré à la biographie de Gérard de Villiers et aux romans de la série SAS, Benoît Franquebalme indique le succès grandissant des romans dans le public.
Ainsi dès 1967, les ventes sont de 100 000 exemplaires par tome (soit 400 000 exemplaires par an).
À partir de 1976 et dans les années qui suivent, les romans sont tirés à 550 000 exemplaires le premier jour de la parution.

## Personnages principaux

### Américains et alliés
- Malko Linge : héros du roman, Autrichien, agent contractuel de la CIA.
- Mandy Brown : jeune femme, amie de Malko.
- James Williamson : chef de poste de la CIA à Londres.
- Mandy Sutton : secrétaire de James Williamson.
- Peter Clarke : chef-adjoint du MI5 à Hong Kong.

### Irlandais
- Brian Savage (alias « Wilfred Reilly ») : Irlandais chargé de l'opération secrète.
- Kevin O'Connor : marin et skipper américain d'origine irlandaise ; il renonce à participer à l'opération secrète.
- Mairead O'Connor : sœur de Kevin.
- Harry "« Mad Dog »" Flynn : tueur de l'IRA.
- Sharon Dyle : compagne de Harry "« Mad Dog »" Flynn.
- Elisabeth « Liz » Malone : membre de l'IRA.
- Jimmy Toland :

### Autres personnages
- Nasser Ali Nashour : colonel, haut responsable des services secrets libyens.
- Salman Rushdie : écrivain connu au niveau mondial.

## Résumé

### Début du roman
Une importante rencontre a lieu à Malte entre des Irlandais membres de l'IRA et les services secrets libyens. Il est prévu la remise par les Libyens de plusieurs canons sans recul et de plusieurs missiles Sam-7 (au total, 200 tonnes d'armes). Coordonnée par Brian Savage, l'opération ne sera pas revendiquée par l'IRA. A quelques jours de l'opération, le skipper chargé de la fuite par mer, Kevin O'Connor, renonce à participer à l'opération. Brian piège la cabine téléphonique d'où l'appelle Kevin : ce dernier est tué dans une explosion au semtex (chapitre 1er).
Les services secrets de Malte ont découvert que Kevin voyageait aux un faux passeport et qu'il a été assassiné de manière peu courante. Kevin était en lien avec un inconnu, lui-même en lien avec Nasser Ali Nashour, peut-être présent à Malte. Le gouvernement maltais transmet ces informations à la CIA, qui fait venir Malko Linge à Londres. Deux indices lui permettront d'enquêter sur cet assassinat mystérieux : d'une part le reçu du développement d'une photo prise chez Madame Tussauds, trouvé dans les affaires du défunt ; d'autre part deux appels téléphoniques qu'il avait passés avant de mourir à une société commerciale et à un appartement à Londres. L'enquête de Malko ne va donc pas se dérouler à Malte mais au Royaume-Uni (chapitre 2).

### Aventures
Malko retire la photo : on y voit Kevin O'Connor avec une femme blonde, au musée de cire Madame Tussauds. Il rend visite à Mandy Brown. Il va avec elle dans un restaurant gastronomique. Quelle n'est pas sa surprise de croiser la femme blonde en question ! Le FBI a découvert du courrier envoyé d'Irlande du sud à Kevin. On envoie Malko en Irlande du sud (chapitres 3 et 4).
Malko se rend donc à Carna. Il se renseigne sur la localisation possible d'une maison que Kevin aurait habitée. Il finit par trouver la maison. Alors qu'il « visite » les lieux, il est mis en joue par Mairead O'Connor, la soeur du défunt. Elle le prend pour un agent du MI5 qui traque les membres de l'IRA. Tous deux ont une longue discussion. Alors qu'elle s'apprête à le tuer, elle reçoit une lettre remise par le facteur. C'est une lettre envoyée par Kevin le jour même de sa mort. Kevin craignait qu'on ne le tue en raison de son refus de continuer l'opération secrète. Il dévoile à sa soeur la possibilité qu'il soit assassiné. En lisant la lettre, Mairead est effondrée. Elle parle à Malko de Nasser, des armes livrées, et surtout de la cible de l'enlèvement : Salman Rushdie (chapitres 5 à 7).
Malko se rappelle des réactions internationales lorsque Les Versets sataniques avait été publié en 1988 et de la fatwa lancée par Khomeyni à cette époque. Même si Mairead lui a révélé la cible de l'IRA, elle ne lui a rien dit sur les modalités de remise des armes et de l'enlèvement : quel est le nom du navire livrant les armes ? Quels sont le lieu et la date de livraison ? Quand et où Rushdie sera-t-il enlevé ? Le cœur du courrier est les motifs qui l'ont poussé à refuser de participer à l'opération. Malko rend compte à Williamson (chapitre 8).
Harry "« Mad Dog »" Flynn est un tueur de l'IRA ; il a une liaison avec Sharon Dyle. Il rencontre Liz Malone, membre de l'IRA. Malko retourne à Londres. Il y retrouve Mandy Brown. Elle a fouillé dans sa mémoire et peut lui dire qui est la femme blonde croisée au restaurant et figurant sur une photo avec Kevin O'Connor : elle fait partie des sympathisants de Salman Rushdie et fait signer dans la rue des pétitions en sa faveur. Pendant ce temps en Libye, les opérations de chargement des armes sur le navire Sundowner ont lieu (chapitres 9 à 11).

## Autour du roman
- Malko s'était déjà rendu à Malte dans Voir Malte et mourir (SAS n°54 - 1979), il constate des changements depuis « l'ère Mintoff », quoique les Libyens y soient toujours très présents.
- Le roman se situe peu de temps après que le colonel Kadhafi a échappé de peu à un coup d'État (SAS 108 - Coup d'État à Tripoli). Il est d'ailleurs fait référence à la trahison d'Ibrahim Khalifa.
- Dans Furie à Belfast (1974), Malko avait échappé à un attentat par voiture piégée en remarquant que l'antenne de radio n'était pas assortie avec la voiture piégée. Dans le roman, il fait la même remarque et sauve sa vie d'un attentat à la voiture piégée.
- Mandy Brown avait déjà croisé la route de Malko dans Opération Matador (SAS no 56), Carnage à Abu Dhabi (SAS no 59) et dans La Vengeance de Saddam Hussein (SAS no 103).